# Salamandra cavernícola italiana
La salamandra cavernícola italiana (Speleomantes italicus) és una espècie d'amfibi urodel de la família dels pletodòntids.

## Morfologia
Aquest amfibi mesura entre 11 i 12 cm, i les femelles solen ser una mica més grans que els mascles. Té el cap ample i gran, els ulls prominents, ja que utilitza la vista per caçar les seves preses. El color de la seva pell va entre marró clar i negre amb taques que poden ser vermelles, grogues, grises o verdes. Les seves potes tenen 5 dits palmats que l'ajuden a nedar i a pujar per les pedres.
Com la resta de membres de la seva família, els pletodòntids no tenen pulmons, ja que la seva respiració es realitza a través de la seva pell i d'una membrana mucosa oral.
A més a més, la seva mandíbula inferior és gairebé immòbil, i quan s'alimenten només mouen la part superior.

## Distribució i hàbitat
Habita només a les zones muntanyoses del nord i centre d'Itàlia, normalment on hi ha fissures a les roques on s'hi filtra l'aigua de la pluja. Sempre es troba en zones humides i llocs ombrívols on les temperatures són relativament baixes. No tolera les altes temperatures, i sol trobar-se entre els 60 i els 1.600 metres d'altitud.

## Amenaces
La principal amenaça per l'espècie és la pèrdua del seu hàbitat i la seva captura furtiva.